# Figarol
Figarol é uma comuna francesa na região administrativa da Occitânia, no departamento do Alto Garona. Estende-se por uma área de 11.6 km², com 311 habitantes, segundo o censo de 2018, com uma densidade de 27 hab/km².